# Томаш Сулей
Томаш Сулей (пол. Tomasz Sulej; народився 6 серпня 1974 у Варшаві) — польський палеонтолог, який спеціалізується на вивченні еволюції базальних архозаврів і земноводних з групи темноспондилів і палеонтології тріасового періоду. Доктор біологічних наук (2014).

## Біографія
У 1998 році здобув ступінь магістра екології у Варшавському університеті. У 2006 році захистив докторський ступінь в Інституті палеобіології Польської академії наук з остеології та еволюції метопозаврів (керівник його магістерської та докторської дисертацій проф. Єжи Дзік). У 2005 році він описав новий вид рауїзухів Teratosaurus silesiacus (згодом перейменований на Polonosuchus silesiacus), а в 2010 році — етозавра Stagonolepis olenkae. Він також брав участь у розкопках та описі решток гігантського дицинодонта та великого теропода з верхньотріасових відкладів біля села Лісовице.
У 2006 році разом з Єжи Дзіком і Гжегожем Нєдзвєдзким він брав участь у розкопках у горах Каратау в Казахстані, звідки ці дослідники описали пізньоюрську скам'янілість, схожу на перо, яка, ймовірно, представляє Praeornis.